# Fenec
Fenecul (Vulpes zerda) este o specie de mamifer din tribul vulpinilor, fiind înrudit cu vulpea. Reprezentanții acestei specii pot fi găsiți în deșertul Sahara, peninsula Sinai și deșertul Arabiei, fiind perfect adaptați la mediul arid. Numele său uzual, fenec, provine din cuvântul arab fenek, care înseamnă vulpe, iar zerda provine din grecescul xeros, care înseamnă uscat. Acesta este cel mai mic reprezentant al familiei Canidelor. Fenecul este un animal nocturn și omnivor, dieta sa constând în principal din rozătoare, insecte, păsări și ouă. Este o specie neamenințată cu dispariția.

## Caracteristici

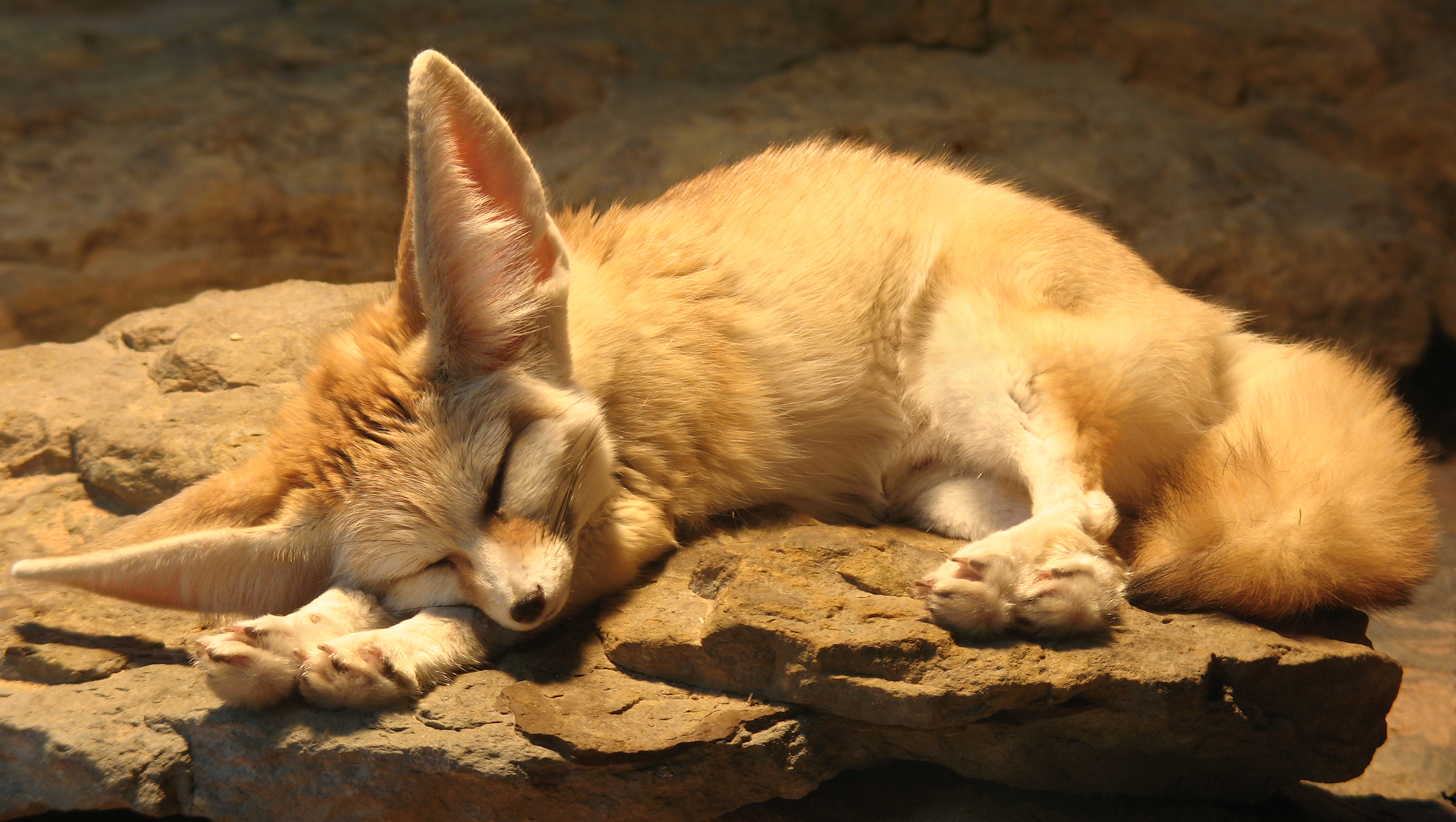
Fenec dormind

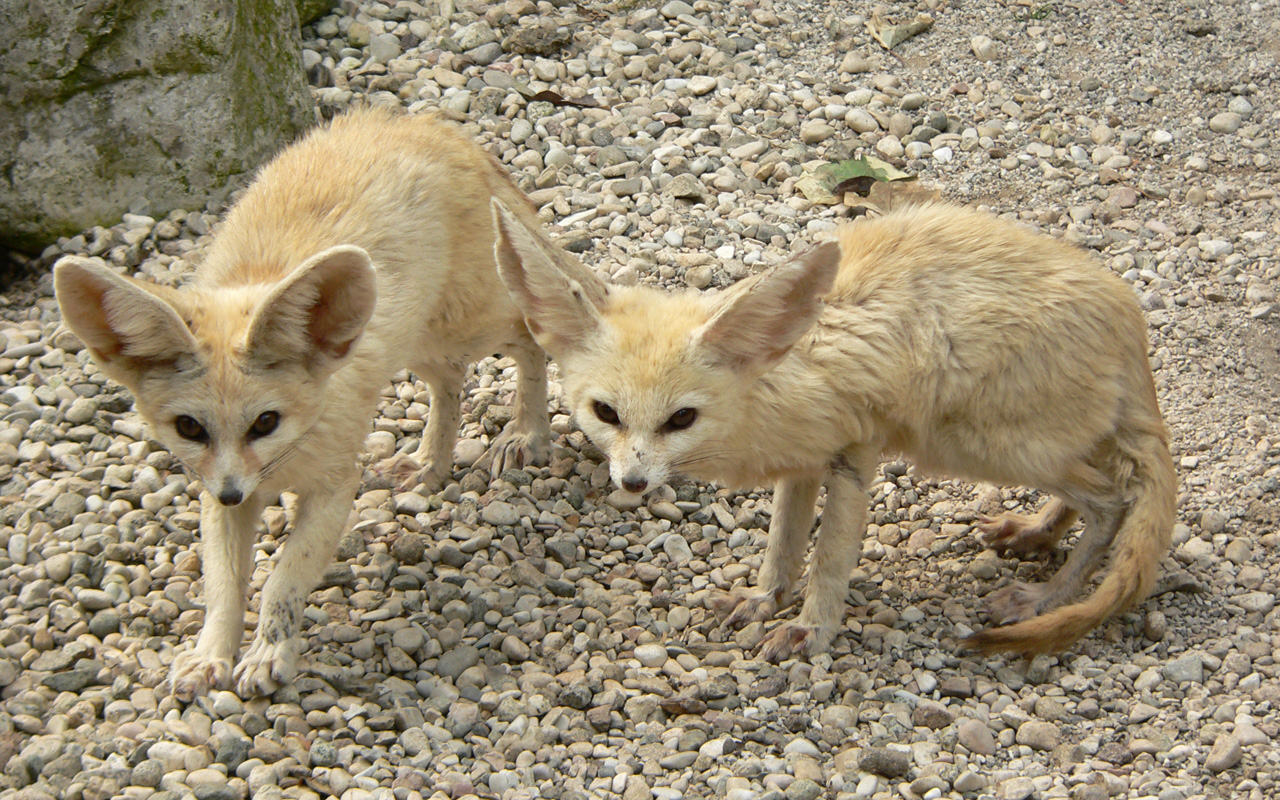
Feneci

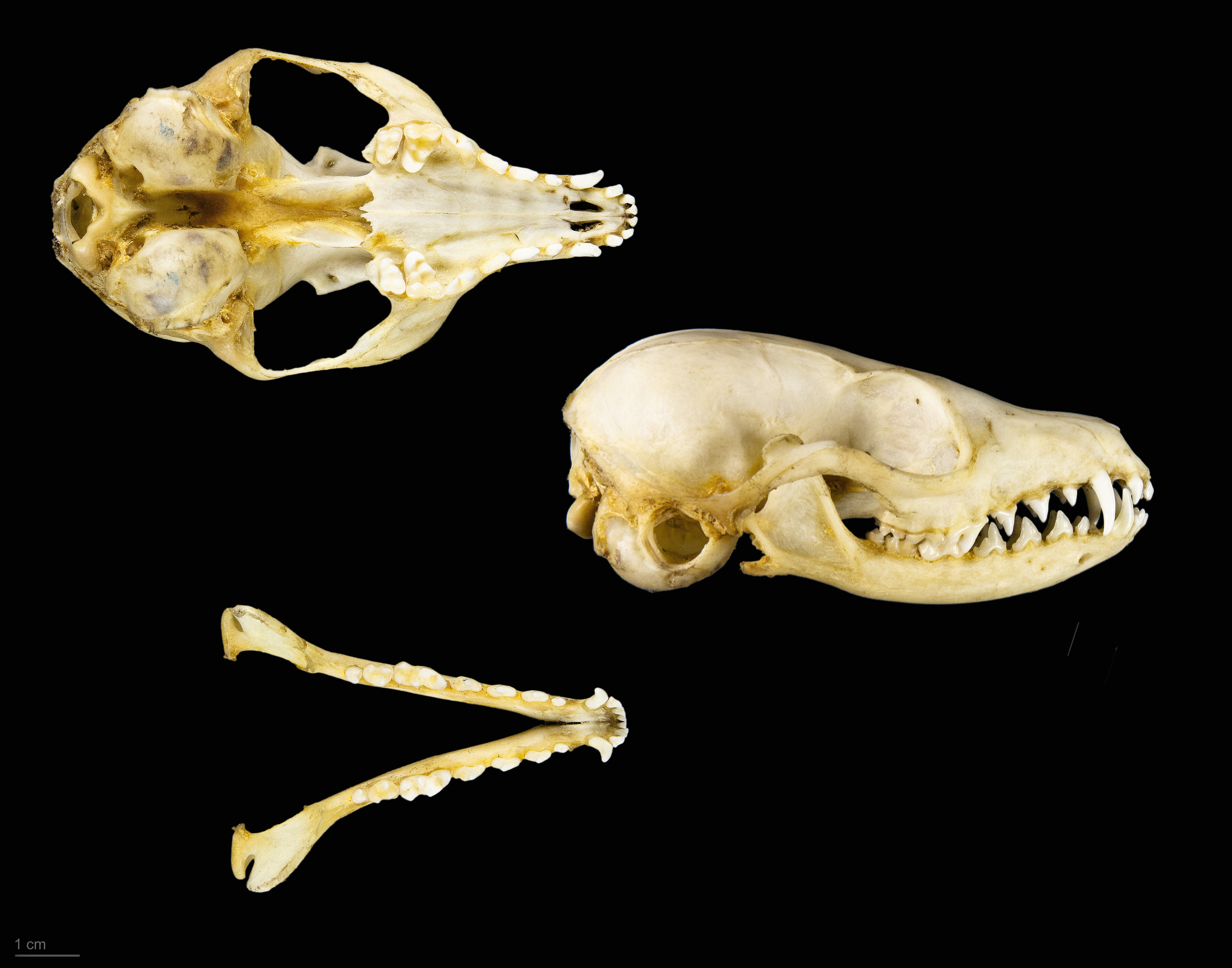
Skull of Vulpes zerda - MHNT

Fenecul (sau vulpea deșertului) este un mamifer mic, având o masă cuprinsă între 0,7-1,6 kg, o lungime a corpului de 29–40 cm (lungimea cozii putând atinge 20–30 cm) și o înălțime de aproximativ 20 cm. Una din trăsăturile specifice fenecului sunt urechile sale mari, care pot atinge o lungime de aproximativ 15 – 20 cm. Urechile mari reprezintă o adaptare esențiala la mediul deșertic, unde temperaturile pot atinge 40°C în timpul zilei, menținând o temperatură constantă a corpului. Fenecii pot trăi un timp îndelungat fără apă, rinichii lor fiind capabili să reducă pierderea de apă din organism. Blana lor are o culoare crem-bej. Urechile uriașe îl ajută să se răcorească, deoarece, fiind mari și bine vascularizate, pierd multă căldură.

## Situația populației
Numărul exact al exemplarelor de fenec nu este cunoscut dar ele sunt obiectul activităților de vânătoare, sunt ucise pentru blană și, de asemenea, prinse și vândute ca animale de companie.